# Pangrapta franeyae
Pangrapta franeyae là một loài bướm đêm trong họ Erebidae.